# Чемпіонат Європи з футболу 2016 (статистика)
У статті наведена статистика чемпіонату Європи з футболу 2016.

## Бомбардири
6 голів
- Антуан Грізманн

3 голи
- Альваро Мората
- Нані
- Кріштіану Роналду
- Гарет Бейл
- Олів'є Жіру
- Дімітрі Пає

2 голи
- Ромелу Лукаку
- Раджа Наїнгголан
- Роббі Бреді
- Біркір Б'ярнасон
- Колбейнн Сігторссон
- Граціано Пелле
- Маріо Гомес
- Якуб Блащиковський
- Богдан Станку
- Балаж Джуджак
- Гел Робсон-Кану
- Іван Перишич

1 гол
- Алессандро Шепф
- Армандо Садіку
- Джеймі Варді
- Ерік Даєр
- Вейн Руні
- Деніел Старрідж
- Еден Азар
- Тобі Алдервейрелд
- Міши Батшуаї
- Аксель Вітсель
- Яннік Феррейра Карраско
- Вес Гулаган
- Йон Даді Бодварссон
- Гілфі Сігурдссон
- Рагнар Сігурдссон
- Арнор Інгві Траустасон
- Ноліто
- Жерард Піке
- Леонардо Бонуччі
- Емануеле Джаккеріні
- Едер
- Джорджо К'єлліні
- Жером Боатенг
- Юліан Дракслер
- Месут Езіл
- Шкодран Мустафі
- Бастіан Швайнштайгер
- Наялл Макгінн
- Гарет Маколі
- Роберт Левандовський
- Аркадіуш Мілік
- Едер
- Рікарду Куарежма
- Ренату Санчеш
- Василь Березуцький
- Денис Глушаков
- Владімір Вайсс
- Марек Гамшик
- Ондрей Дуда
- Бурак Їлмаз
- Озан Туфан
- Золтан Гера
- Адам Салаї
- Золтан Штібер
- Ешлі Вільямс
- Сем Воукс
- Аарон Ремзі
- Ніл Тейлор
- Поль Погба
- Никола Калинич
- Лука Модрич
- Іван Ракитич
- Томаш Нецид
- Мілан Шкода
- Адмір Мехмеді
- Джердан Шачірі
- Фабіан Шер

Автоголи
- Кіран Кларк (проти Швеції)
- Біркір Мар Севарссон (проти Угорщини)
- Гарет Маколі (проти Уельсу)

## Найкращі асистенти
4 передачі
- Еден Азар
- Аарон Ремзі

3 передачі
- Кріштіану Роналду

2 передачі
- Кевін Де Брейне
- Олів'є Жіру
- Антуан Грізманн
- Дімітрі Паєт
- Карі Арнасон
- Каміль Гросицький

## Воротарі
4 сейви
- Мануель Ноєр
- Руй Патрісіу

3 сейви
- Тібо Куртуа
- Уго Льоріс
- Джанлуїджі Буффон

2 сейви
- Лукаш Фабіанський
- Давід де Хеа
- Янн Зоммер
- Вейн Геннессі

1 сейв
- Етріт Беріша
- Роберт Альмер
- Данієль Субашич
- Джо Гарт
- Кірай Габор
- Майкл Макговерн
- Войцех Щенсний
- Даррен Рендолф
- Матуш Козачик
- Волкан Бабаджан

## Голи
- Загальна кількість голів: 108 (з них 8 з пенальті).
- Середня кількість голів за матч: 2,12.
- Перший гол на турнірі:  Олів'є Жіру на 57-й хвилині матчу Франція — Румунія.
- Останній гол на турнірі:  Едер на 109-й хвилині матчу Португалія — Франція.
- Перший автогол:  Кіран Кларк на 71-й хвилині матчу Ірландія — Швеція.
- Найкращий бомбардир:  Антуан Грізманн 6 голів
- Дублі: 7
- Перший дубль:  Альваро Мората на 48-й хвилині матчу Іспанія — Туреччина.
- Найбільша кількість голів у матчі: Франція — Ісландія — 5:2.
- Найбільш результативна збірна:  Франція — 13 голів
- Найменш результативна збірна:   Україна — 0 голів
- Найбільша перемога: Угорщина  — Бельгія  — 0:4.
- Пенальті: 12
  - Реалізовані: 8
    - Богдан Станку (2), Томаш Нецид, Гілфі Сігурдссон, Роббі Бреді, Вейн Руні та Леонардо Бонуччі.

  - Нереалізовані: 4
    - Кріштіану Роналду, Серхіо Рамос, Александар Драгович та Месут Езіл.

## Глядачі
- Загальна кількість глядачів: 2,427,303
- У середньому на матч: 47 594
- Найбільша кількість: 76,833 – Франція — Ісландія
- Найменша кількість: 28,840 – Росія — Уельс

## Перемоги та поразки
- Найбільше перемог: 5 —  Франція,
- Найменше перемог: 0 —  Румунія,  Швеція,  Чехія,  Австрія,  Росія,  Україна
- Найбільше поразок: 3 —  Україна,  Північна Ірландія
- Найменше поразок: 0 —  Португалія,  Польща,  Швейцарія

## Картки
- Загальна кількість жовтих карток: 205.
- Перша жовта картка:  Влад Кірікеш на 32-й хвилині матчу Франція — Румунія.
- Загальна кількість червоних карток: 2.
- Перша червона картка:  Лорік Цана на 36-й хвилині матчу Албанія — Швейцарія.
- Пряме вилучення: 1.
- Перше пряме вилучення:  Шейн Даффі на 66-й хвилині матчу Франція — Ірландія.
- Найбільша кількість жовтих карток:  Італія — 18.
- Найменша кількість жовтих карток:  Росія — 2.
- Загальна кількість порушень: 1287.
- Середня кількість порушень за матч: 25,2.
- Найбільша кількість порушень: Португалія — 93.
- Найменша кількість порушень: Росія — 33.
- Найбільш груба команда: Румунія — 17,33 порушення за матч.
- Найбільш дисциплінована команда: Англія — 9,25 порушення за матч.

### Арбітри
| Суддя                    | Країна     | І |   |    | П | ЧК               |
| ------------------------ | ---------- | - | - | -- | - | ---------------- |
| Нікола Ріццолі           | Італія     | 4 | 1 | 19 | 3 | 1 червона картка |
| Марк Клаттенбург         | Англія     | 4 | 0 | 23 | 0 | 0                |
| Дамир Скомина            | Словенія   | 4 | 0 | 12 | 1 | 0                |
| Карлос Веласко Карбальйо | Іспанія    | 3 | 1 | 10 | 0 | 1 друга жовта    |
| Віктор Кашшаї            | Угорщина   | 3 | 0 | 14 | 2 | 0                |
| Милорад Мажич            | Сербія     | 3 | 0 | 13 | 0 | 0                |
| Бйорн Кейперс            | Нідерланди | 3 | 0 | 12 | 1 | 0                |
| Джюнейт Чакир            | Туреччина  | 3 | 0 | 11 | 0 | 0                |
| Йонас Ерікссон           | Швеція     | 3 | 0 | 11 | 0 | 0                |
| Шимон Марциняк           | Польща     | 3 | 0 | 10 | 2 | 0                |
| Фелікс Брих              | Німеччина  | 3 | 0 | 10 | 0 | 0                |
| Мартін Аткінсон          | Англія     | 3 | 0 | 9  | 0 | 0                |
| Клеман Тюрпен            | Франція    | 2 | 1 | 3  | 0 | 1 друга жовта    |
| Сергій Карасьов          | Росія      | 2 | 0 | 12 | 2 | 0                |
| Павел Краловець          | Чехія      | 2 | 0 | 11 | 0 | 0                |
| Овідіу Гацеган           | Румунія    | 2 | 0 | 9  | 0 | 0                |
| Вільям Каллам            | Шотландія  | 2 | 0 | 8  | 0 | 0                |
| Свен Оддвар Моен         | Норвегія   | 2 | 0 | 8  | 0 | 0                |

## Загальна статистика
| Команда           | І  | В  | Н  | П  | О  | ЗГ  | ПГ  | РМ  | ССІ | ЖК  | 2ЖК | ЧК | УВ   | УПВ | К   | ОФ  | КФ  |
| ----------------- | -- | -- | -- | -- | -- | --- | --- | --- | --- | --- | --- | -- | ---- | --- | --- | --- | --- |
| Португалія        | 7  | 3  | 4  | 0  | 13 | 9   | 5   | 4   | 4   | 13  | 0   | 0  | 123  | 37  | 50  | 19  | 21  |
| Франція           | 7  | 5  | 1  | 1  | 16 | 13  | 5   | 8   | 3   | 13  | 0   | 0  | 124  | 43  | 48  | 9   | 18  |
| Уельс             | 6  | 4  | 0  | 2  | 12 | 10  | 6   | 4   | 2   | 11  | 0   | 0  | 69   | 33  | 19  | 7   | 19  |
| Німеччина         | 6  | 3  | 2  | 1  | 11 | 7   | 3   | 4   | 4   | 11  | 0   | 0  | 113  | 36  | 41  | 12  | 19  |
| Італія            | 5  | 3  | 1  | 1  | 10 | 6   | 2   | 4   | 3   | 18  | 0   | 0  | 48   | 20  | 27  | 3   | 22  |
| Бельгія           | 5  | 3  | 0  | 2  | 9  | 9   | 5   | 4   | 3   | 9   | 0   | 0  | 95   | 37  | 41  | 12  | 20  |
| Польща            | 5  | 2  | 3  | 0  | 9  | 4   | 2   | 2   | 3   | 11  | 0   | 0  | 68   | 17  | 19  | 11  | 18  |
| Ісландія          | 5  | 2  | 2  | 1  | 8  | 8   | 9   | -1  | 0   | 12  | 0   | 0  | 42   | 19  | 14  | 6   | 17  |
| Хорватія          | 4  | 2  | 1  | 1  | 7  | 5   | 4   | 1   | 1   | 8   | 0   | 0  | 66   | 15  | 25  | 2   | 20  |
| Іспанія           | 4  | 2  | 0  | 2  | 6  | 5   | 4   | 1   | 2   | 5   | 0   | 0  | 65   | 19  | 37  | 11  | 18  |
| Швейцарія         | 4  | 1  | 3  | 0  | 6  | 3   | 2   | 1   | 2   | 6   | 0   | 0  | 69   | 21  | 29  | 17  | 17  |
| Англія            | 4  | 1  | 2  | 1  | 4  | 4   | 4   | 0   | 1   | 3   | 0   | 0  | 82   | 19  | 33  | 9   | 19  |
| Угорщина          | 4  | 1  | 2  | 1  | 4  | 6   | 8   | -2  | 1   | 12  | 0   | 0  | 51   | 22  | 18  | 5   | 21  |
| Ірландія          | 4  | 1  | 1  | 2  | 4  | 3   | 6   | -3  | 1   | 8   | 0   | 1  | 37   | 9   | 14  | 4   | 19  |
| Словаччина        | 4  | 1  | 1  | 2  | 4  | 3   | 6   | -3  | 1   | 9   | 0   | 0  | 33   | 10  | 9   | 12  | 21  |
| Північна Ірландія | 4  | 1  | 0  | 3  | 3  | 2   | 3   | -1  | 1   | 6   | 0   | 0  | 22   | 11  | 13  | 6   | 18  |
| Туреччина         | 3  | 1  | 0  | 2  | 3  | 2   | 4   | -2  | 1   | 7   | 0   | 0  | 26   | 4   | 9   | 9   | 18  |
| Албанія           | 3  | 1  | 0  | 2  | 3  | 1   | 3   | -2  | 1   | 9   | 1   | 0  | 29   | 7   | 15  | 8   | 20  |
| Румунія           | 3  | 0  | 1  | 2  | 1  | 2   | 4   | -2  | 0   | 10  | 0   | 0  | 40   | 8   | 10  | 3   | 19  |
| Швеція            | 3  | 0  | 1  | 2  | 1  | 1   | 3   | -2  | 0   | 4   | 0   | 0  | 23   | 4   | 13  | 8   | 16  |
| Чехія             | 3  | 0  | 1  | 2  | 1  | 2   | 5   | -3  | 0   | 5   | 0   | 0  | 25   | 12  | 13  | 5   | 19  |
| Австрія           | 3  | 0  | 1  | 2  | 1  | 1   | 4   | -3  | 0   | 6   | 1   | 0  | 41   | 11  | 11  | 4   | 19  |
| Росія             | 3  | 0  | 1  | 2  | 1  | 2   | 6   | -4  | 0   | 2   | 0   | 0  | 33   | 6   | 14  | 3   | 17  |
| Україна           | 3  | 0  | 0  | 3  | 0  | 0   | 5   | -5  | 0   | 5   | 0   | 0  | 39   | 11  | 17  | 7   | 18  |
| Разом             | 51 | 37 | 14 | 37 | —  | 108 | 108 | 108 | 34  | 203 | 2   | 1  | 1363 | 431 | 539 | 192 | 453 |